# موللیا
موللیا (به ایتالیایی: Mollia) یک کومونه در ایتالیا است که در استان ورسلی واقع شده‌است. موللیا ۱۴٫۱ کیلومتر مربع مساحت و ۹۸ نفر جمعیت دارد.